# کامرون مک جیهان
کامرون مک جیهان (انگلیسی: Cameron McGeehan؛ زادهٔ ۶ آوریل ۱۹۹۵) بازیکن فوتبال اهل بریتانیا است.
از باشگاه‌هایی که در آن بازی کرده‌است می‌توان به باشگاه فوتبال لوتون تاون، باشگاه فوتبال کمبریج یونایتد، و باشگاه فوتبال نوریچ سیتی اشاره کرد.
وی همچنین در تیم‌های ملی فوتبال Northern Ireland national under-17 football team, Northern Ireland national under-19 football team، و زیر ۲۱ سال ایرلند شمالی بازی کرده‌است.